# Actinodaphne paotingensis
Actinodaphne paotingensis är en lagerväxtart som beskrevs av Yen C. Yang & P.H. Huang. Actinodaphne paotingensis ingår i släktet Actinodaphne och familjen lagerväxter. Inga underarter finns listade i Catalogue of Life.